# Antonio Bonmatí y Caparrós
Antonio Bonmatí y Caparrós (Aspe, 1830-1907) fue un profesor y filántropo español, Gran Cruz de la Orden de Isabel la Católica, con Placa de la Cruz Roja Española, benémerito junto a su esposa de la preciada medalla de repatriación por su humanitaria labor como presidente de la asamblea de la Cruz Roja Española en Cartagena y en Mazarrón.
Era profesor de instrucción pública. Fundó y dirigió el colegio San Leandro de Cartagena. En 1873 presidió la Cruz Roja Cartagenera. Ferviente progresista, realizó una edición divulgadora de la Constitución española de 1869. Vivió la rebelión cantonal y creó la primera ambulancia marítima que ha existido en el mundo, el vapor Buenaventura. Su intervención fue decisiva en la comisión negociadora que firmó la capitulación del cantón de Cartagena.                                              Hermano del Prof. D. José María Bonmatí y Caparrós, concejal en el ayuntamiento de Mazarrón, director de la escuela pública, propietario de la Hacienda Calaleña, en el Paraje de el Calaleño entre Mazarrón y Águilas, primer presidente de la Cruz Roja de Mazarrón y posteriormente vicesecretario de la misma, que se casó en la Iglesia de San Antonio de Padua con la Sra. Dña. Lorenza Sanz y Valera, de Sessé y Ruiz Malo de Molina, hija de un prestigioso pintor dorador de retablos, progenitores de D. José María Bernabé Bonmatí y Sanz, propietario de la mina la Esperanza en el Cabezo de San Ginés, en Cartagena, maestro, director de escuela, fundador y primer director de la banda municipal, secretario interino del ayuntamiento de Mazarrón y que casó con Dña. Francisca Juana Gómez Jordana Hernández y Girona, hermana del General Francisco Gómez Jordana.
Otro familiar, el doctor Casimiro Bonmatí Azorín, asistió a la Universidad de Barcelona, donde completó entre 1917 y 1924 la licenciatura en Medicina junto a su antiguo compañero de instituto Isidro Pérez San José. Su padre, el confitero Severino Bonmatí Vicedo, hijo de un primo de D. Antonio Bonmatí y Caparrós, había influido decisivamente en ambos a la hora de elegir aquella carrera, y fue también presidente de la Cruz Roja Cartagenera. Además, un sobrino suyo, Vicente Calatayud Bonmatí, hijo de Bárbara Bonmatí Caparrós, fue latinista, teólogo y periodista carlista. También la futbolista Aitana Bonmatí es descendiente directa de D. Jose Antonio Bonmatí, hijo del Excmo. Sr. D. Antonio Bonmatí y Caparrós y de la Excma. Sra. Dña. Francisca Anastasia Antonia Liboria Caruana y Zamora, presidenta de la sección de enfermeras de la asamblea de la Cruz Roja de Cartagena, de Mazarrón y benemérita de la preciada medalla de repatriación.